# Día de la República (Azerbaiyán)
Día de la República de Azerbaiyán (en azerbaiyano Müstəqillik Günü o Respublika günü) - es día de la proclamación de la independencia de Azerbaiyán por el Consejo Nacional de Azerbaiyán y establecimiento de la República Democrática de Azerbaiyán en 1918. El festivo se celebra desde 1990 y es día no laborable.

## Historia
El 27 de mayo la facción musulmana realizó la reunión en la que se decidió establecer al Consejo Nacional Provisional de Azerbaiyán encabezado por Mammad Amin Rasulzadeh. El 28 de mayo los miembros del Consejo Nacional realizaron la reunión para disolver al Sejm y proclamar la independencia de Georgia. En esa reunión fue aprobada la declaración sobre la Independencia, y se declaró como la República Democrática de Azerbaiyán. Esta declaración de independencia fue editada y firmada por el Consejo Nacional de Azerbaiyán. El 13 de mayo de 2014 por orden del Presidente de Azerbaiyán, Ilham Aliyev, una de las copias originales de la Declaración de independencia que fueron escritas en azerí y francés, que se había trasladado a París con la delegación de la RDA fue donado de vuelta al Museo Nacional de Historia de Azerbaiyán. 
Después de un breve periodo de 23 meses, finalmente el 28 de abril de 1920 la República Democrática de Azerbaiyán cayó.
Después de 71 años, finalmente, el 18 de octubre de 1991 Azerbaiyán pudo recuperar su independencia y proclamarse como la República de Azerbaiyán.

## Celebración
El 28 de mayo de 1919 fue celebrado el primer año de la República Democrática de Azerbaiyán. Desde el año de 1990 el día de la proclamación de la independencia de la República Democrática de Azerbaiyán, el 28 de mayo se celebró como el día festivo - Día de República. Anualmente el día se celebra en Azerbaiyán por el gobierno y en los países extranjeros por las embajadas y organizaciones de diáspora azerbaiyana.
- En honor de este día una estación del metro de Bakú se llama el 28 de mayo.
- Un calle de Bakú se llama en honor de este día.
- En Bakú en la calle Istiglaliyyat se instauró un monumento memorial dedicado a la Declaración de Independencia con escritos en azerbaiyano, georgiano y inglés.